# Heliangelus zusii
Heliangelus zusii е вид птица от семейство Колиброви (Trochilidae).

## Разпространение
Видът е разпространен в Колумбия.